# Martin Ryckaert
Martin Ryckaert (Anversa, 1587 – Anversa, 11 ottobre 1632) è stato un pittore fiammingo.

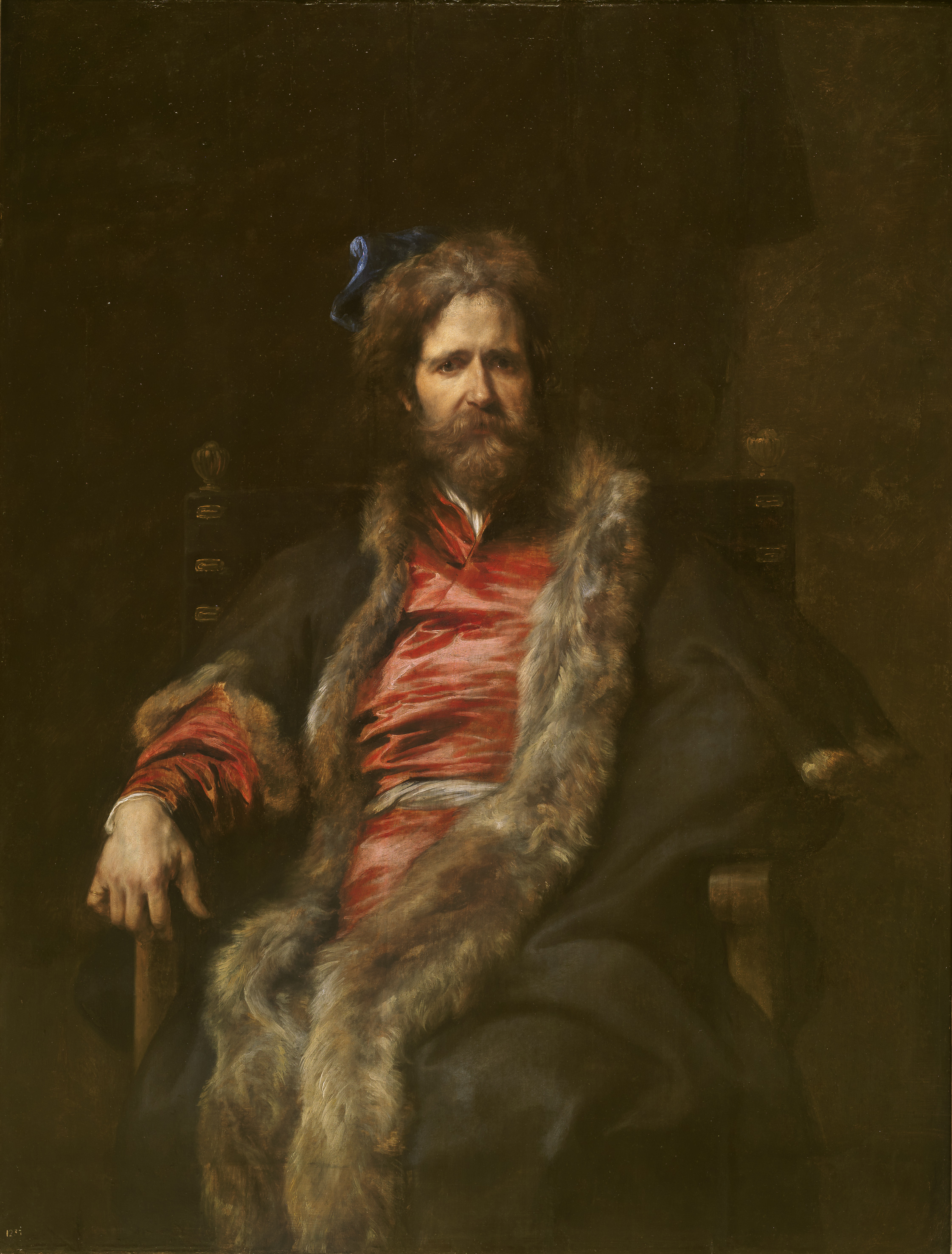
Il Ritratto di Martin Rijkaert realizzato da Antoon van Dyck nel 1630 circa.

Conosciuto altrimenti come Maerten o Marten Rijkaert, venne battezzato nella nativa Anversa l'8 dicembre 1587 e si presume quindi che sia nato poco prima. Era un membro della famiglia di pittori Ryckaert: il padre era David Ryckaert I, il cugino David Ryckaert III, anch'egli pittore.
Martin iniziò a dipingere nella bottega di Tobias Verhaecht, che aveva studiato precedentemente in Italia ed era in contatto con Peter Paul Rubens. Martin Ryckaert si trasferì per un periodo in Italia, come il suo maestro, dove ebbe l'occasione di studiare ed ammirare da vicino le opere di grandi autori del rinascimento. Rientrato ad Anversa, nel 1611 divenne membro della locale gilda di pittori, la Sint-Lucasgilde, tra le maggiori d'Europa. Ryckaert non si spostò mai per lunghi periodi da Anversa, come i suoi compatrioti Rubens e van Dyck e lavorò sempre nella sua bottega, dove realizzava principalmente opere d'arte raffiguranti paesaggi. La sua tecnica pittorica era nota come "maniera italiana"; come risulta chiaro dal ritratto di Martin Ryckaert eseguito dall'amico van Dyck, il pittore era senza un braccio, per un difetto di nascita.

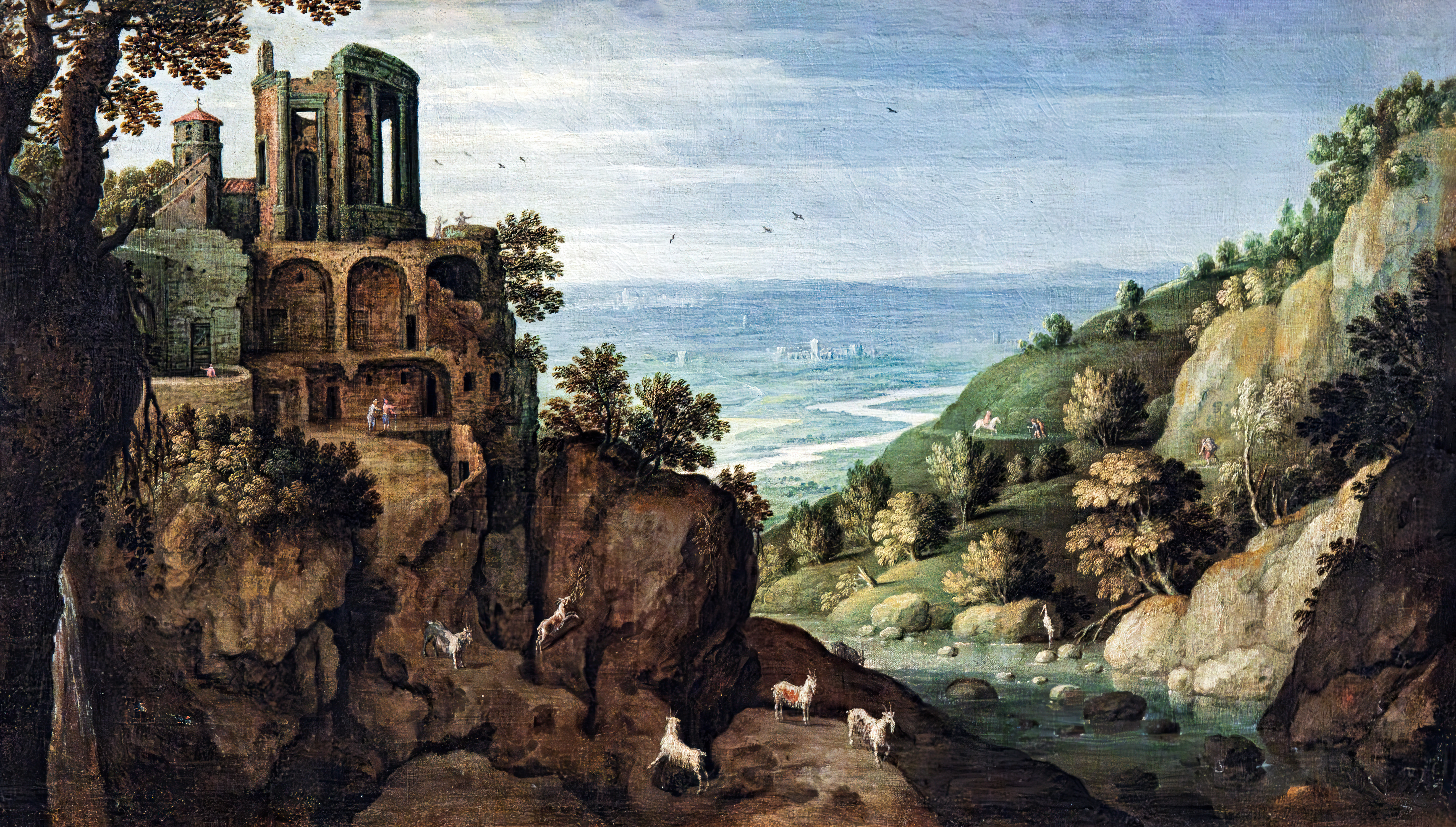
Veduta della Sibilla di Tivoli - Gallerie dell'Accademia